# 奥鲍乌伊–海吉克齐区
奥鲍乌伊–海吉克齐区，是匈牙利包尔绍德-奥包乌伊-曾普伦州的一个区，总面积440.48平方公里，总人口15123人（2007年1月1日），人口密度34.3人/平方公里。中心城市位于Gönc。

## 辖区
奥鲍乌伊–海吉克齐区包含24个市镇。